# Parque nacional natural Tamá
El parque nacional natural Tamá se encuentra ubicado en la Cordillera Oriental en la Región Andina de Colombia. Su superficie hace parte del departamento de Norte de Santander, ubicado entre los municipios de Toledo Herrán y Chinácota . Hace parte de las cuencas hidrográficas de los ríos Táchira, Oirá y Margua. El parque Tamá presenta cuatro tipos de ambientes naturales: bosque húmedo tropical, bosque subandino, bosque andino o bosque de niebla y páramo. El parque presenta conectividad ecológica con el parque nacional El Tamá de Venezuela, cuyas áreas conforman conjuntamente el macizo Tamá, área protegida fronteriza de carácter binacional. En el parque Tamá existen paisajes llamativos y diversos como el páramo, el bosque de niebla (con senderos interpretativos), cascadas, caminos reales antiguos, cadenas montañosas. Una elevada cascada de más de 820 metros de alto es uno de los principales atractivos del Parque, ya que está entre las más altas del mundo. Aquí también son llamativos la biodiversidad, su excelente ubicación geográfica y la comunicación vial con Chinácota, Ragonvalia, Herrán y Toledo hacen de Tamá una región privilegiada para el desarrollo del turismo ecológico, pero hace falta infraestructura para la prestación de estos servicios. En él habita la especie en vía de extinción del oso de anteojos. Las personas encargadas de este parque también realizan campañas ecológicas para motivar a la gente del cuidado de la naturaleza.

## Origen etimológico
El nombre "Tamá" proviene de una lengua indígena extinta.

## Flora
En el páramo se encuentran comunidades vegetales dominantes como los matorrales, varias especies de frailejones, los pajonales, el león amapola, los rosetales o puyas; son frecuentes las rosetas gigantes de especies de Puya las cuales se encuentran en zonas extensas del Páramo del Cobre y zonas aledañas y el bambú paramuno.

## Fauna
Los mamíferos más notables en esta zona son: el oso andino (Tremarctos ornatus), el marsupial, los venados y el oso hormiguero, entre otros. En lo referente a las aves, las más sobresalientes son: el paujil copete de piedra, el colibrí de páramo, el guácharo y el periquito aliamarillo, especie endémica de la región.

## Hidrografía
El potencial hídrico que se produce en el parque nacional natural Tamá es de interés para el desarrollo económico y social de los departamentos de Norte de Santander y Arauca en Colombia y de los estados de Táchira y Apure en Venezuela. La red hidrográfica del parque nacional natural Tamá, que drena hacia la vertiente de la cuenca del Lago de Maracaibo (río Táchira que en su parte alta recoge aguas de la quebrada Orocué, La Pedrera, La Colorada y Agua Blanca) y la vertiente de la cuenca del Orinoco (el río Oirá que sirve de límite entre los dos países desde muy cerca de su nacimiento hasta el hito de la Garganta, recibe las afluentes como la quebrada la Conquista, río Oeste, río Verde, río San José, quebrada la Garganta). En el sector occidental del parque nacen importantes ríos y quebradas como el río Jordán, río Talco, río San Lorenzo los cuales vierten sus aguas al río Margua, y que corresponden a la cuenca del Orinoco.
El complejo hídrico del parque nacional Tamá beneficia a las comunidades en actividades agropecuarias y en el abastecimiento de agua para los acueductos veredales y municipales, y suple la demanda de más de 2.000.000 de habitantes localizados en territorios de los estados de Apure y Táchira en Venezuela y de los departamentos de Norte de Santander, Boyacá y Arauca.

## Comunidades
Los campesinos son el grupo sociocultural dominante en el Área Protegida y la Zona Amortiguadora. Los campesinos de la región viven en pequeños predios donde desarrollan actividades propias de la economía campesina y de subsistencia. Las actividades económicas de esta población giran casi que exclusivamente en función de la agricultura y la ganadería.